# Pterocaesio
Pterocaesio (Bleeker, 1876) è un genere di pesci ossei marini appartenenti alla famiglia Caesionidae.

## Distribuzione e habitat
Il genere è endemico dell'Indo-Pacifico tropicale.
Vivono nei pressi delle barriere coralline dove fanno vita semipelagica notando in acque libere sopra alle formazioni coralline.

## Descrizione
Hanno corpo affusolato fusiforme, con pinna caudale profondamente forcuta e lobi appuntiti. Le pinne dorsale e pinna anale hanno raggi spinosi morbidi e sono parzialmente ricoperte di scaglie. La bocca è piccola ma può allungarsi a tubo, è armata di denti piccoli. Occhi abbastanza grandi. La livrea è varia, di solito azzurra argentea con fasce o striature longitudinali dorate, azzurre, nere o rosse.
Sono pesci di taglia medio piccola, la specie di dimensioni maggiori è Pterocaesio marri che raggiunge 35 cm.

## Biologia

### Comportamento
Sono pesci agili, forti nuotatori che vivono in banchi e la notte si nascondono negli anfratti dei coralli assumendo una colorazione smorta.

### Alimentazione
Sono planctofagi.

## Tassonomia
Il genere comprende 12 specie:
- Pterocaesio capricornis
- Pterocaesio chrysozona
- Pterocaesio digramma
- Pterocaesio flavifasciata
- Pterocaesio lativittata
- Pterocaesio marri
- Pterocaesio monikae
- Pterocaesio pisang
- Pterocaesio randalli
- Pterocaesio tessellata
- Pterocaesio tile
- Pterocaesio trilineata